# Gunnar Berefelt
Gunnar Berefelt, född 1 juni 1933, död 26 juni 2016, var en svensk konsthistoriker.
Gunnar Berefelt disputerade 1961 i konsthistoria på Stockholms universitet på en avhandling om Philipp Otto Runge. Han blev professor i konstvetenskap vid Stockholms universitet 1974.
Gunnar Berefelt tog initiativ till att inrätta Centrum för barnkulturforskning vid Stockholms universitet och var dess förste föreståndare 1980–98.